# Mino (Gifu)
Mino (美濃市 Mino-shi) es una ciudad localizada en la prefectura de Gifu, en el Japón central.
La ciudad, fundada el 1 de abril de 1954, tiene una población estimada de 22.447 personas y una densidad de población de 190 personas por km². El área total es de 117'05 km².
La ciudad es reconocida por su papel japonés tradicional "Mino washi" y por sus calles, de principios del período Edo.